# Glinjeni (Șoldănești)
Glinjeni è un comune della Moldavia situato nel distretto di Șoldănești di 1.007 abitanti al censimento del 2004.